# Das achte Gebot (film 1915)
Das achte Gebot (o Das achte Gebot. Du sollst nicht falsches Zeugnis reden wider deinen Nächsten) è un film muto del 1915 diretto da Max Mack.

## Produzione
Il film fu prodotto dalla Projektions-AG Union (PAGU).

## Distribuzione
Venne presentato in prima a Berlino il 25 febbraio 1915.